# Henry de Lesquen
Henry de Lesquen ([uttal: [ɑ̃ʁi d̪ə leskɛ̃] lyssna (fil)), född 1 januari 1949 i Port-Lyautey, är en fransk ämbetsman, politiker och radiochef. Han är medgrundare av tankesmedjan Club de l'horloge (sedan 2015 Carrefour de l'horloge) och var chef för radiostationen Radio Courtoisie från 2007 till 2017.